# 尼科洛·吉托
尼科洛·吉托（義大利語：Niccolò Gitto，1986年10月12日—），意大利男子水球运动员。他曾代表意大利国家队参加2012年和2016年夏季奥林匹克运动会水球比赛，共收获一枚银牌和一枚铜牌。